# Jacques de Larosière
Jacques de Larosière de Champfeu (París, 12 de noviembre de 1929) es un funcionario civil francés. Es presidente de la Comisión Estratégica del Tesoro francés y asesor de BNP Paribas, se convirtió en presidente del Banco Europeo para la Reconstrucción y el Desarrollo con sede en Londres en septiembre de 1993 a raíz de los escándalos que llevaron a la salida del BERD de su primer presidente, Jacques Attali. Dejó este cargo en 1998, tras restaurar la reputación del banco y su credibilidad. Después de la crisis financiera, Larosière escribió un informe para la Comisión Europea, abogando por la creación de una Junta Europea de Riesgo Sistémico para evaluar la información acerca de la estabilidad financiera.
Antes de su servicio en el BERD, Larosière fue director ejecutivo del Fondo Monetario Internacional (FMI) desde el 17 de junio de 1978 al 15 de enero de 1987, y Gobernador de la Banque de France desde 1987 a 1993. En 1992, se convirtió en miembro del influyente órgano consultivo financiero de Washington, el Grupo de los Treinta.
Larosière es un graduado del Institut d'Etudes Politiques de París, y la École Nationale d'Administration.
Desciende de Joseph Thebaud.